# Bapska
Bapska est une localité de Croatie située dans la municipalité d'Ilok, comitat de Vukovar-Syrmie. En 2001, la localité comptait 1 313 habitants ; selon les premiers résultats du recensement de 2011, elle en compterait aujourd'hui 940.